# David Tree
David Tree, nato Ian David Parsons (Londra, 15 luglio 1915 – Welwyn Garden City, 4 novembre 2009), è stato un attore britannico.

## Biografia
Figlio d'arte, prese il cognome dalla madre Viola Tree, attrice, cantante, drammaturga e autrice; suo padre era il critico teatrale Alan Parsons, mentre suo nonno materno era Sir Herbert Beerbohm Tree, noto produttore teatrale di epoca vittoriana.

## Filmografia
- L'ultimo treno da Mosca (Knight Without Harmour), regia di Jacques Feyder (1937)
- Il trionfo della primula rossa (Return of the Scarlet Pimpernel), regia di Hanns Schwarz (1937)
- Paradiso per due (Paradise for Two), regia di Thornton Freeland (1937)
- Il principe Azim (The Drum), regia di Zoltán Korda (1938)
- Pigmalione (Pygmalion), regia di Anthony Asquith e Leslie Howard (1938)
- Old Iron, regia di Tom Walls (1938)
- Nel mondo della luna (Over the Moon), regia di Thornton Freeland (1939)
- Ali che non tornano (Q Planes), regia di Tim Whelan e Arthur B. Woods (1939)
- Little Ladyship (1939) - film tv
- The Little Father of the Wilderness (1939) - film tv
- Addio, Mr. Chips! (Goodbye, Mr. Chips), regia di Sam Wood (1939)
- Il francese senza lacrime (French Without Tears), regia di Anthony Asquith (1940)
- Return to Yesterday, regia di Robert Stevenson (1940)
- Just William, regia di Graham Cutts (1940)
- Il maggiore Barbara (Major Barbara), regia di Gabriel Pascal (1941)
- A Venezia... un dicembre rosso shocking (Don't Look Now), regia di Nicolas Roeg (1973)